# Calendário Oficial de Partidas Internacionais da FIFA
Calendário Oficial de Partidas Internacionais da FIFA (do inglês FIFA International Match Calendar), ou ainda Data FIFA, é como é chamado o período em que os clubes de futebol são obrigados a ceder seus atletas às respectivas seleções. Estas datas são reservadas para as seleções realizarem partidas oficiais e até amistosos.
A FIFA estipula que os jogos oficiais têm um período de liberação de 4 dias, o que significa que os jogadores podem demorar até 4 dias longe dos deveres em seus clubes para participar de compromissos com a equipe nacional. Se um jogador participar de uma partida oficial em um continente diferente da sede de seu clube, o período de liberação deve ser de 5 dias. Amistosos são considerados menos importantes, e por isso o período de liberação é de apenas 48 horas.

## História
A Data FIFA foi criada em 2002 com o intuito de obrigar os clubes a cederem seus jogadores às respectivas seleções nacionais. Antes disso, os clubes, principalmente os Europeus, que contam com vários jogadores selecionáveis, não queriam ceder seus jogadores, principalmente para partidas amistosas. O problema é que as Seleções acabavam desfalcando grande parte dos times.

### Competições Reservadas como Data FIFA
A Data FIFA reserva em seu calendário datas para a disputa das seguintes competições oficiais: Copa da Ásia, Copa América, Copa Ouro da CONCACAF, Eurocopa, Copa das Confederações, além das Eliminatórias da Copa do Mundo e da própria Copa do Mundo.
A Copa das Nações da OFC e o Torneio Olímpico de Futebol não constam na Data Fifa. Porém, a entidade obriga os clubes a cederem seus atletas convocados para participarem destas competições.
| “ | "Devido à importância do Torneio Olímpico para o movimento esportivo em geral e para o futebol em particular, todos os clubes estão obrigados a ceder os jogadores menores de 23 anos. A liberação de jogadores acima dos 23 anos não é obrigatória, segundo o regulamento da Fifa. No entanto, o Comitê Executivo da Fifa, apelou para a solidariedade dos clubes, para que cedam estes atletas." | ” |

### Calendário Oficial de Datas FIFA
Em 2012, a entidade máxima do futebol disponibilizou para o ciclo 2015-2018, 18 Datas Fifa, realizadas sempre em duplas para aumentar o período dos jogadores a serviço de suas seleções. Por não haver datas exclusivas para jogos amistosos, estes só poderão ser realizados quando os países não tiverem compromissos oficiais. Foram eliminadas as datas de Fevereiro e Agosto, e separadas datas nos meses de março, setembro, outubro e novembro, além de junho nos anos ímpares.
Assim, o calendário oficial de Datas FIFA para o ciclo 2015-2018, ficou:
- Fim de Março
- Início de Junho (apenas em anos ímpares)
- Início de Setembro
- Início de Outubro
- Início de Novembro